# Schönfeld (Artern)
Schönfeld ist ein Ortsteil der Stadt Artern im Kyffhäuserkreis in Thüringen.

## Geografie
Der ländlich geprägte Arterner Ortsteil Schönfeld befindet sich zwei Kilometer westlich von Artern an der Landesstraße 1172 in der fruchtbaren Unstrutniederung. Die Unstrut fließt nördlich unmittelbar am Dorf vorüber. Bei Schönfeld mündet der Flutgraben und der Solgraben von links in die Unstrut.

## Geschichte
Am 1. Mai 1236 wurde das Dorf erstmals urkundlich unter leicht abgewandeltem Namen erwähnt. Der Ort gehörte zu den sogenannten Küchendörfern der Herrschaft Vockstedt-Artern. Zwölf Häuser mussten damals jährlich 18 Groschen Heilige-Kuh-Zins zahlen. Bis zum Dorf führte die Landwehr, aus Wall und Graben bestehend, die hier die westliche Grenze von der Herrschaft Vockstedt schützte. Die Dorfkirche St. Kilian wurde 1747/1748 errichtet. Am 5. Oktober 1995 wurde Schönfeld nach Artern eingemeindet. Zwischenzeitlich ist die Schönfelder Straße mit Gewerbe- und Handelshäusern besiedelt. Zwei riesige Erdwälle türmen sich zwischen Artern und dem Ortsteil Schönfeld auf. Sie künden die entstehende Bundesautobahn 71 an.